# Mikrophyten
Mikrophyten (von altgriechisch  μικρός mikrós: klein und φύτον phyton: Pflanze) ist ein veralteter Ausdruck für mikroskopisch kleine Pflanzen, also solche, die mit bloßem Auge nicht mehr als Individuen erkennbar sind und daher mit Hilfe eines Mikroskops untersucht werden müssen. Da früher nicht nur die Photosynthese betreibenden grünen Pflanzen, sondern auch die Bakterien (einschließlich der Archäen und Blaualgen) und Pilze als „pflanzlich“ aufgefasst wurden, sind diese in älteren Werken oft noch mit unter den Mikrophyten zusammengefasst. Alle Mikrophyten im engeren Sinne, das heißt „pflanzliche“ Mikroorganismen, gehören zur Gruppe der Algen und werden daher auch Mikroalgen genannt.
Diejenigen Pflanzen, die im Gegensatz dazu mit bloßem Auge als Individuen erkennbar sind, werden als Makrophyten zusammengefasst. Die Mikrophyten in ihrer Gesamtheit bilden die Mikroflora. Die mikrophytischen Algen werden in die beiden ökologischen Gruppen der frei im Wasser Schwebenden, Phytoplankton genannt, und der auf anderen Substraten (dem Gewässergrund oder auch anderen Organismen) Aufwachsenden, Mikrophytobenthos (vgl. Benthos), Periphyton oder einfach „Aufwuchs“ genannt, geschieden. Andere Organismen, die sich von Mikrophyten ernähren, werden mikrophytophag genannt.
Die biologische Taxonomie und Systematik hat heute erkannt, dass sowohl die früher zu den Pflanzen als auch die zu den Algen zusammengefassten Gruppen jeweils keine natürliche Einheit (kein „monophyletisches Taxon“) bilden. Der Ausdruck Mikrophyten bezeichnet also keine systematische Gruppierung, sondern fasst Organismen nur nach ihrer Ähnlichkeit und Lebensweise zusammen. Der Ausdruck wird aber gelegentlich aus pragmatischen Gründen noch weiter verwendet. Im Gegensatz zu seiner Entsprechung Makrophyten wird er aber, weil zu sehr mit überholten taxonomischen Konzepten verknüpft, heute nur noch selten verwendet.
Microphyt ist außerdem noch der Name einer französischen Firma, die gegründet wurde, um die Biomasse von gezüchteten Mikroalgen zu vermarkten und zu verwerten.